# Väisälä (månkrater)
Väisälä är en nedslagskrater på månen. Den befinner sig i Stormarnas ocean på månens framsida nära kratrarna Aristarchus och Herodotus.
Väisälä är uppkallad efter den finska astronomn Yrjo Väisälä (1891-1971) och fick sitt officiella namn tilldelat av den Internationella astronomiska unionen (IAU) år 1973., ,